# الهورلا
الهورلا (بالفرنسية: Le Horla) هي قصة  قصيرة ألّفها الكاتب الفرنسي غي دو موباسان سنة 1887م.

## الهوَرلا
الهوَرلا (Le Horla) هي قصة طويلة ذات طابع نفسي وفنتازي كتبها غي دو موباسان. ظهرت لأول مرة سنة 1886، ثم نُشرت في نسخة ثانية موسعة سنة 1887. تصور الرواية انحدار الراوي النفسي بشكل تدريجي ومأساوي، حيث يعتقد أنه ملاحَق من قبل كائن غير مرئي أطلق عليه اسم "الهوَرلا"، دون أن يعرف على وجه اليقين إن كان هذا الكائن موجودًا فعلاً أو مجرد انعكاس لاضطراب نفسي. يحاول الراوي التخلص منه بكل الطرق الممكنة.
في هذا النص، يعرض موباسان شخصية تميل إلى التدمير الذاتي، ويصوّر اضطرابها عبر مراحل متعددة، تشمل الشك، الهلوسة، نوبات الهلع، جنون الارتياب، وشلل النوم، ما يجعل النص وثيقة نفسية أدبية نادرة. وقد اعتمدت النسخة الثانية – وهي الأكثر شهرة – أسلوب اليوميات، مما يعزز من اندماج القارئ في تجربة الراوي.

## خصائص أدبية
يُعد الهوَرلا أول عمل أدبي خيالي يقدم تطور اضطراب عقلي من وجهة نظر طبية ومن خلال منظور الشخصية المتأثرة. في تلك الفترة، كان موباسان نفسه يعاني من اضطرابات نفسية وعصبية، يُرجّح أنها كانت من أعراض مرض الزهري، الذي تسبب في وفاته بعد خمس سنوات.

## الخلفية
تعود جذور الهوَرلا إلى قصة قصيرة كتبها موباسان سنة 1885 بعنوان رسالة من مجنون (Lettre d’un fou), نشرت في صحيفة جيل بلاس تحت اسم مستعار هو "موفرينيوز" (Maufrigneuse). تتناول هذه القصة نفس الفكرة المركزية لكن دون ذكر اسم "الهوَرلا".
بعد ذلك، أعاد موباسان توظيف عناصر هذه القصة لكتابة نسختين جديدتين بعنوان الهوَرلا:
- النسخة الأولى نُشرت عام 1886 في صحيفة جيل بلاس.
- النسخة الثانية، الأشهر والأكثر اكتمالًا، نُشرت سنة 1887 في مجموعة قصصية حملت نفس الاسم.

كل نسخة من النسخ الثلاث تتخذ شكلاً أدبيًا مختلفًا:
- رسالة من مجنون كُتبت على شكل رسالة.
- النسخة الأولى من الهوَرلا تتبع أسلوب الرواية الإطارية (récit-cadre).
- النسخة الثانية تتخذ شكل مذكرات غير مكتملة، توحي بأن صاحبها قد فقد عقله أو انتحر.

جاءت كتابة الهوَرلا متزامنة مع ظهور أولى علامات الجنون لدى موباسان، الذي أصبح ضحية هلوسات وانفصام في الشخصية، وهو ما أدى إلى محاولة انتحار سنة 1892 قبل وفاته لاحقًا.

## الإصدارات
- غي دو موباسان، الهوَرلا، النص الكامل للنسخ الثلاث، تقديم: كريستين بونيفان، تحليل بصري: فاليري لاجييه، باريس، غاليمار، 2003، 143 ص. ISBN 2-07-030245-8
- غي دو موباسان، الهوَرلا، تقديم: جويل مالريو، سلسلة فوليتيك، رقم 51، غاليمار، 1996، 193 ص. ISBN 2-07-039437-9

### النسخة الأولى
- 26 أكتوبر 1886: الهوَرلا، صحيفة جيل بلاس.[4][5]
- 9 ديسمبر 1886: الهوَرلا، في لا في بوبولير.[6][7]
- 1907–1910: الأعمال الكاملة لموباسان، دار كونار.[8]
- 1979: الهوَرلا، ضمن "قصص ونوفيلات"، المجلد الثاني، طبعة غاليمار، سلسلة بليياد.

### النسخة الثانية
- 17 مايو 1887: الهوَرلا، ضمن المجموعة القصصية التي تحمل نفس الاسم، دار بول أولاندورف.[9]
- 1979: الهوَرلا، طبعة غاليمار، سلسلة بليياد، تحقيق: لويس فوريستيه.
- 1984: تقديم وتعليقات فيليب بونفيس، سلسلة Livre de Poche.[10]
- 2019: طبعة دار Tendance Négative.[11]

## ملخص

### النسخة الأولى
يستدعي طبيب مختص في الأمراض العقلية بعض زملائه ليستمعوا إلى شهادة أحد مرضاه. يروي الأخير أحداثًا غريبة يفسرها بحضور كائن جديد أطلق عليه بنفسه اسم "الهوَرلا"، يزعم أنه يملك القدرة على السيطرة على البشر.

### النسخة الثانية
تُعرض القصة على شكل يوميات شخصية. يسجل الراوي قلقه واضطراباته العقلية المتزايدة. يشعر تدريجيًا بوجود كائن غير مرئي يُدعى "الهوَرلا"، يُهاجمه ليلًا ويُنهكه جسديًا. يتحول الخوف إلى جنون، يدفعه لارتكاب أفعال شنيعة، منها إحراق منزله وقتل خدمه. في النهاية، ومع استمرارية معاناة الراوي، يبدأ في التفكير بالانتحار كخلاص نهائي.

## تحليل

### التأثيرات
يتميز النص ببُعده الفنتازي النفسي، إذ يشكك القارئ باستمرار في صحة ما يرويه السارد: هل الكائن حقيقي أم أنه مجرّد نتاج عقله المضطرب؟
كان موباسان يعاني من أوهام وخلل في إدراك الذات، وكان يشعر أحيانًا أنه ينظر إلى نفسه من الخارج. يمكن تفسير النهاية التي تشير إلى الانتحار كصدى لمشاعر الكاتب بانعدام المخرج.
استلهم موباسان في هذا النص من أفكار علمية معاصرة كالتنويم المغناطيسي، والأبحاث حول الهستيريا بقيادة شاركو في لا سالبيتريير. لكنه لم يذكر شاركو في النص، وفضّل الإشارة إلى مسمر ومدرسة نانسي، التي كانت رائدة حينها في علم الإيحاء المغناطيسي. وتصف الرواية بدقة جلسة تنويم مغناطيسي تُجرى لابنة عم الراوي، وتُزرع فيها اقتراحات تُنفذ لاحقًا.

### مواصفات الهوَرلا
الهوَرلا كائن غير مرئي يملك قدرات مادية: يحرك الأشياء، يشرب السوائل، ويمنع انعكاس الراوي في المرآة. يتكلم أحيانًا مع الراوي، كما في النسخة الثانية، حيث يخبره باسمه، بعكس النسخة الأولى التي يُسمّيه الراوي بنفسه.
تُذكر قصة منشورة في جريدة عن كائن شبحي ظهر في البرازيل وسافر على متن سفينة إلى فرنسا. هذا الكائن يمتص حياة الإنسان أثناء نومه، كما أنه يميل إلى ملازمة مكان سكن الراوي، ويتصرف كطفيلي لا كصياد.
التداخل بين الوعي والهلوسة يعقّد التفسير؛ فربما يكون الكائن حقيقيًا، وربما مجرد إسقاط نفسي. إن لم يكن موجودًا فعلاً، فإن الراوي يُقاتل جزءًا من ذاته فقد السيطرة عليه.
رغم أن النص لا يصف شكله، فإن بعض الرسامين مثل ويليام جوليان-دامازي رسموا الهوَرلا بشكل يجمع بين الطابع الشبحي والإنساني.

## أصل الاسم
كلمة "الهوَرلا" هي نحت لغوي من كلمتين فرنسيتين: "hors" (خارج) و"là" (هناك)، أي "خارج هناك"، في تركيبة تضاد لغوي يُقصد بها الإيحاء بالغرابة والحضور المقلق.
يرجح البعض أن الاسم مستوحى من "horsain"، وهي كلمة نورماندية تعني "الغريب"، أو من عبارة "hors-la-loi" (خارج على القانون).
كما أطلق موباسان الاسم نفسه على منطاد شارك في تمويله سنة 1887، طار من باريس إلى بلجيكا، وقد كتب مقالًا عنه بعنوان رحلة الهوَرلا في صحيفة لوفيغارو.

## الأثر والتلقي

### السينما والتلفزيون
- 1914: الليلة الرهيبة، روسيا، إخراج: يفغيني باور.
- 1915: يوميات مجنون، روسيا، إخراج: ياكوف بروتازانوف.[15]
- 1917: اليوغي، ألمانيا، إخراج: باول فيغنر.
- 1962: الهوَرلا، تلفزيون كندا، إخراج: غي هوفمان.
- 1962: يوميات رجل مجنون (Diary of a Mad Man), إخراج: ريجينالد لوبورغ.
- 1966، 1987، 1989، 2009، 2022: أفلام فرنسية بعنوان الهوَرلا، بإخراجات مختلفة.[16][17]

### المسرح
- 2010: فرقة Dramaticules، مهرجان أفينيون.[18]
- 2011–2019: عروض متعددة من بطولة فلوران أوميتغ في باريس وأفينيون.
- 2017: عرض من إخراج ألين دوبروميل، في منطقة فيرول.
- 2018: عرض من إخراج سامويل وپول شارييراس، المسرح الوطني في نيس.[19]

### الرسوم المصورة
- 2012: الهوَرلا، سيناريو: فريدريك بيرتوشيني، رسوم: إيريك بوش، دار Le Quinquet.
- 2014: الهوَرلا، رسوم: غيوم سوريل، دار Rue de Sèvres.

### الأوبرا
- 2018: Der Horla، أوبرا من فصلين، تأليف: باتريس أوليفا، أُنتجت في مدينة أوسنابروك، ألمانيا.

### الكتب الصوتية
- 1994: بصوت فرانسوا بيرلان، دار Livraphone.[20]
- 2009: بصوت ميشال لونسدال، دار Audiolib.[21]
- 2011: بصوت هيرفي لاكروا، دار Compagnie du Savoir.[22]

### الموسيقى
- 2009: الهوَرلا، ألبوم موسيقي لفرقة The Box، مونتريال.
- 2012: أغنية بعنوان Le Horla، ضمن ألبوم As Above, So Below لفرقة Angel Witch.[23]
- أغنية Le Horla، ضمن ألبوم Feu للمغني الفرنسي [./Https://fr.wikipedia.org/wiki/Nekfeu Nekfeu].

## روابط خارجية
- الهورلا على موقع الموسوعة البريطانية (الإنجليزية)
- Full English text of "The Horla" second version (University of Virginia Electronic Text Center) (archived link)
- Full English text of "The Horla" (from East of the Web)
- Full French text of "Le Horla" (Project Gutenberg)
- Free audiobook : Le Horla (in French)
- The Horla starring بيتر لور, Mystery in the Air, NBC radio, August 21, 1947